# 페인트 마커
페인트 마커(paint marker)는 종이, 금속, 돌, 고무, 플라스틱 및 유리와 같은 다양한 표면에 영구적으로 글씨를 쓰는 데 사용되는 마커펜이다.

## 잉크
대부분의 유성매직과 달리 잉크는 유성 페인트이며 일반적으로 스프레이 페인트 캔과 유사하게 사용하기 전에 흔들어야 한다. 또한 선은 매우 불투명하며 스피릿 기반 또는 다른 영구 잉크와 달리 자외선에 노출 되어도 색이 바래지 않으며 그 아래에 있는 다른 모든 색상을 덮어버린다. 이러한 종류의 마커의 페인트는 고압 세척 또는 아세톤과 같은 페인트 희석 용제를 사용하여 제거할 수 있기 때문에 완전히 영구적이지 않다.

## 위험성
페인트 마커 및 유성매직은 일반적으로 독성 화합물인 자일렌 또는 톨루엔 성분을 포함한다. 스프레이 페인트와 마찬가지로 이러한 마커는 휘발성 유기 화합물을 발산하므로 통풍이 잘되는 곳에서 사용하거나 호흡용 보호구와 함께 사용하지 않을 경우 위험할 수 있다. 피부를 통한 흡수를 피하기 위해 장갑을 착용할 수도 있다.

## 고체 페인트 마커
또 다른 유형의 페인트 마커는 고체 페인트 마커이다. 이것은 끝이 뾰족한 반경화 유성 페인트가 실린더 트위스트 튜브 안에 담긴 일종의 마커이다. 글을 쓸 때, 글을 계속 쓰기 위해서 닳아 없어진 부분을 다시 내밀어 주어야 한다. 마커는 분필과 유사한 표시를 남긴다. 젖거나 기름진 표면에 사용할 때 유용하다. 미국에서는 민스트릭이라는 상표명으로 판매되며 일반 버전도 온라인으로 판매된다. 샤피의 제조업체 인 샌포드에서 만들었지만 고체 페인트 마커에는 다양한 상표와 종류가 있다.

## 용도
페인트 마커는 다양한 용도로 사용된다. 가장 일반적인 용도는 창문에 그리는데 있으며, 잠재 구매자를 유치하기 위한 판매 또는 할인 광고에 자주 사용된다. 식당은 종종 전문 예술가를 고용하여 창문에 마커를 칠하기도 한다. 또 다른 인기있는 용도는 자동차 애호가가 마커를 사용하여 타이어 모양을 꾸미는 타이어 레터링이다.
페인트 마커는 다양한 용도로 예술 및 공예 커뮤니티등에서 일반적으로 사용되었다. 이러한 용도에는 간판 디자인, 스크랩 예약 사진, 의류, 유리 가정 용품, 전통 예술 및 거리 예술이 포함된다. 페인트 마커를 사용할 용도를 결정할 때 아티스트는 영구성, 냄새, 색소 침착 및 건조 시간과 같은 다양한 페인트 마커의 품질도 고려해야 한다.